# François Willem Peter Marie van Panhuys
Jhr. François Willem Peter Marie van Panhuys (Den Haag, 3 september 1914 – Rottach-Egern, 21 februari 1969) was een Nederlands politicus.
Van Panhuys was een telg uit het gelijknamige geslacht en werd geboren als zoon van jhr. mr. Ulrich Willem Frederik van Panhuys (1878-1927), griffier bij de Hoge Raad der Nederlanden, en Amoldina Maria Fanny Hubert (1883-1947). Na zijn studie economie was hij werkzaam op het ministerie van Economische Zaken. In januari 1950 werd hij burgemeester van Hummelo en Keppel. Twee jaar eerder was hij getrouwd met de burgemeestersdochter Louise Thomassen à Thuessink van der Hoop van Slochteren. Na een ziekbed door kanker overleed hij begin 1969 op 54-jarige leeftijd in de Bondsrepubliek Duitsland.
Zijn jongere broer Haro was hoogleraar volkenrecht.